# Русское кладбище в Нагасаки
Русское кладбище в Нагасаки — русское православное кладбище в Японии.
Находится на горе Инаса в городе Нагасаки одноимённой префектуры. Здесь имеется около 530 захоронений на площади в 1500 м². На территории кладбища расположена православная часовня Святого Николая.

## История
В 1598 году в Нагасаки был построен буддийский храм Госиндзи. В начале XVII века при этом храме появились первые захоронения иностранцев: сначала китайцев, а затем европейцев. В 1853 году храм посетили офицеры с фрегата «Паллада», так как это место было предложено японскими властями для временного размещения русских моряков на берегу. Уже в 1858 году на кладбище при храме появились первые русские могилы, где были захоронены все погибшие моряки с российского фрегата «Аскольд» под командованием капитана первого ранга И. С. Унковского. В числе первых похороненных офицеров был мичман клипера «Изумруд» Владимир Павловский.
Интересно, что 18 апреля (30 апреля по новому стилю) 1891 года в ходе визита в Японию кладбище осмотрел будущий Российский император Николай II.
В день атомной бомбардировки Нагасаки 1945 года эпицентр ядерного взрыва находился всего в километре от кладбища. Была разрушена каменная ограда, надмогильные плиты сорваны со своих мест и разбиты. Многие надгробья и стелы оплавились от нестерпимого жара, вызванного световым излучением.
Благодаря обращению в 1967 году писателя Константина Симонова к председателю Совета Министров СССР А. Н. Косыгину началась работа по восстановлению кладбища.
В 1969 году при содействии городских властей и общественных организаций города Нагасаки кладбище русских воинов было восстановлено.
19 апреля 1991 года Русское кладбище посетил Президент СССР М. С. Горбачёв.

## Известные люди, похороненные на кладбище
Наряду с моряками, на кладбище имеются могилы российских военнослужащих сухопутных войск, погибших в период русско-японской войны 1904—1905 годов, а также нескольких российских военных, участников похода русских войск в Китай в 1900—1901 годах. На кладбище похоронено несколько российских белоэмигрантов из числа кадровых военных Российской империи, среди них — два генерал-майора по адмиралтейству (В. Н. Китаев и Н. А. Егунов).
См. также: Похороненные на Русском кладбище в Нагасаки.